# Denkmalpflege in Bremen

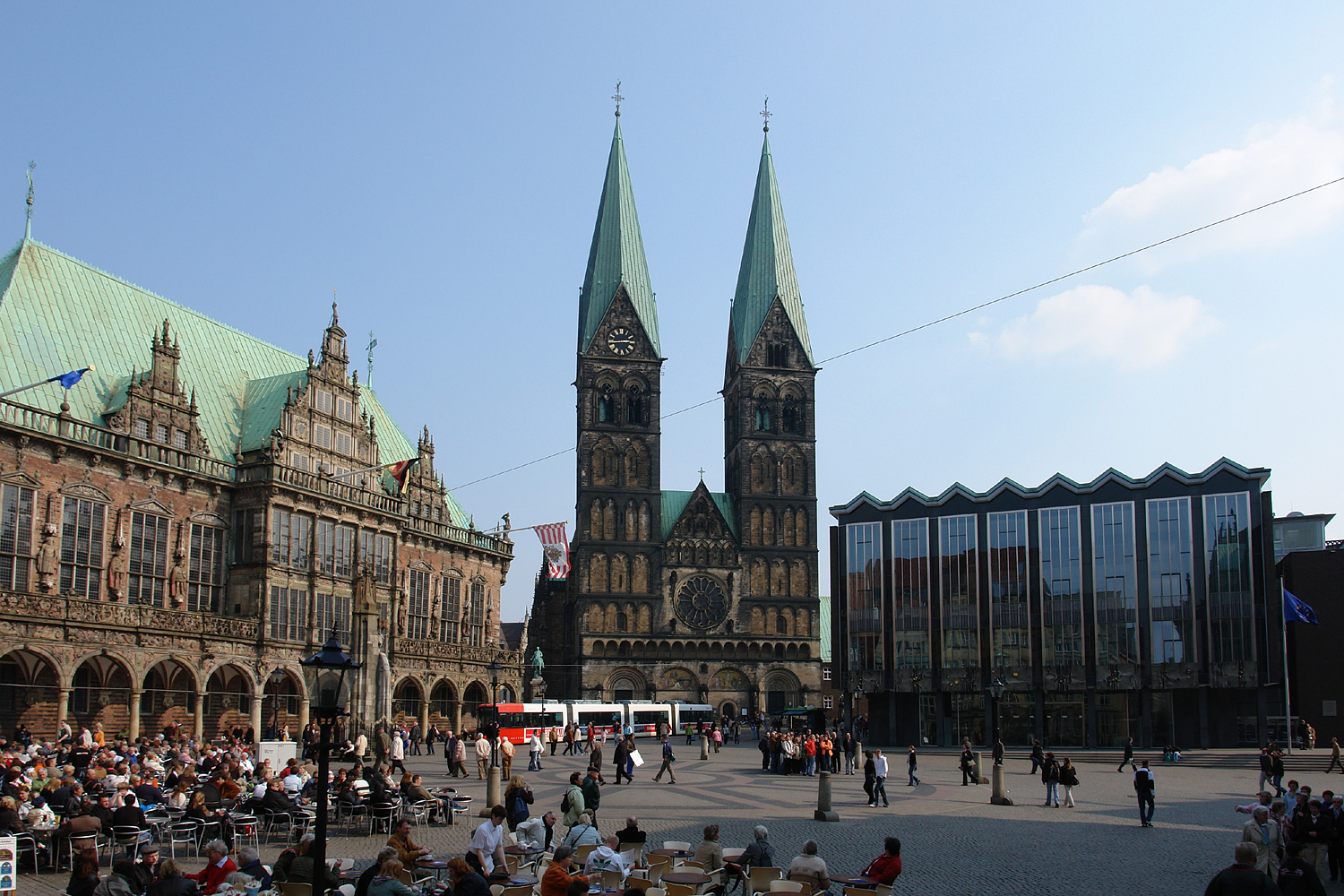
Bremer Marktplatz mit Rathaus, Roland, Bremer Dom und Haus der Bürgerschaft

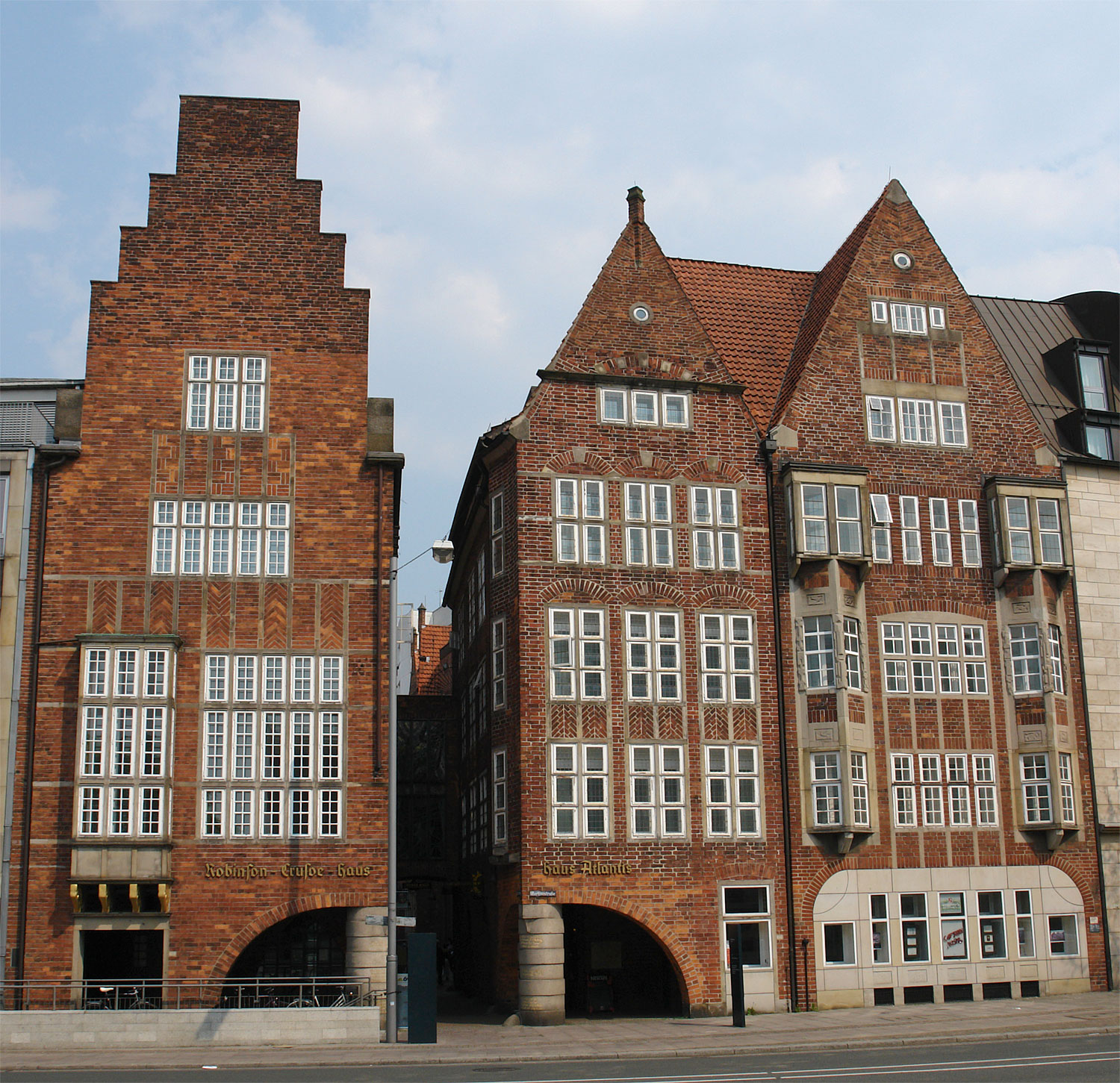
Böttcherstraße: Robinson-Crusoe-Haus und Haus Atlantis

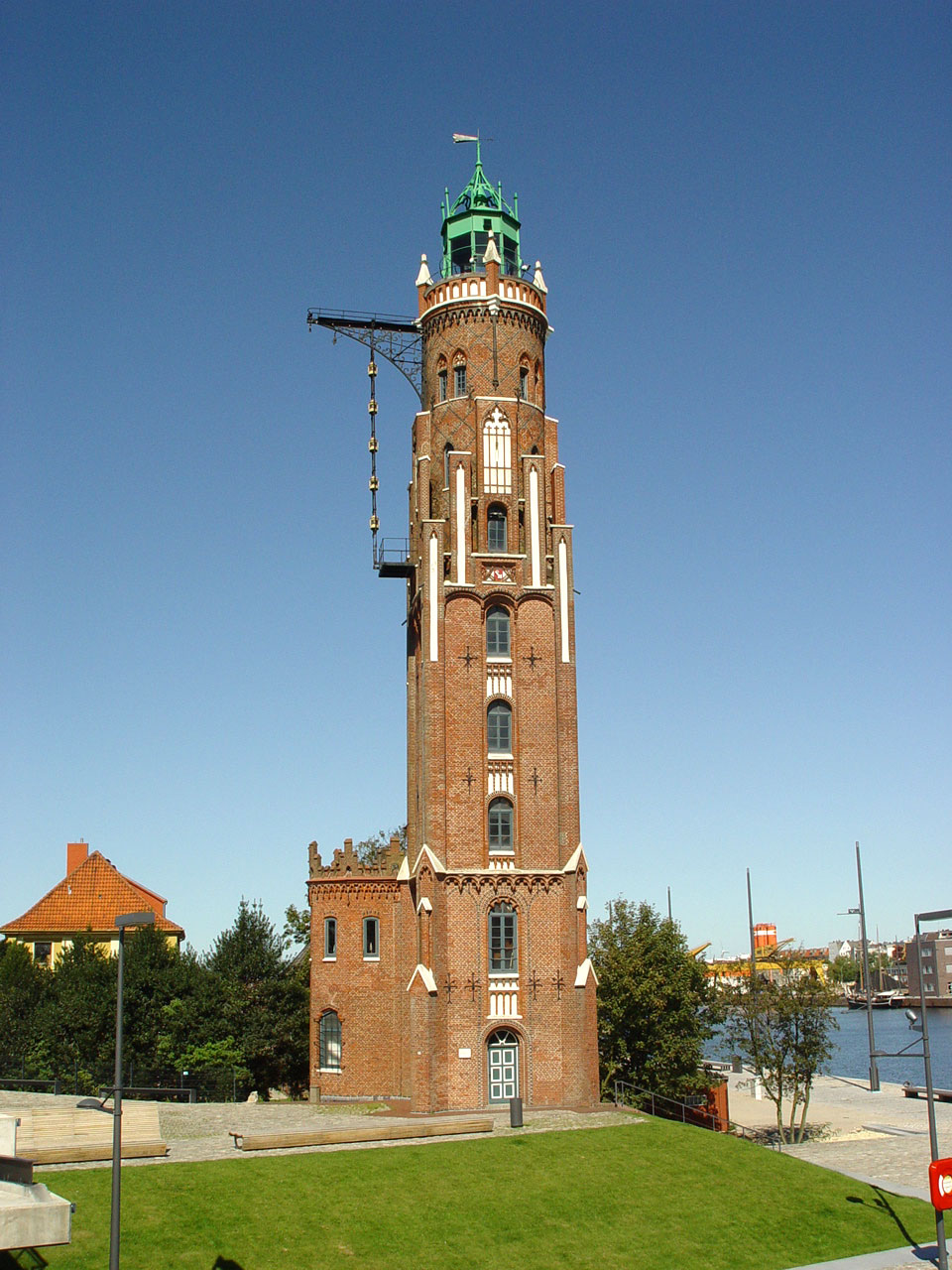
Großer Leuchtturm am Neuen Hafen in Bremerhaven

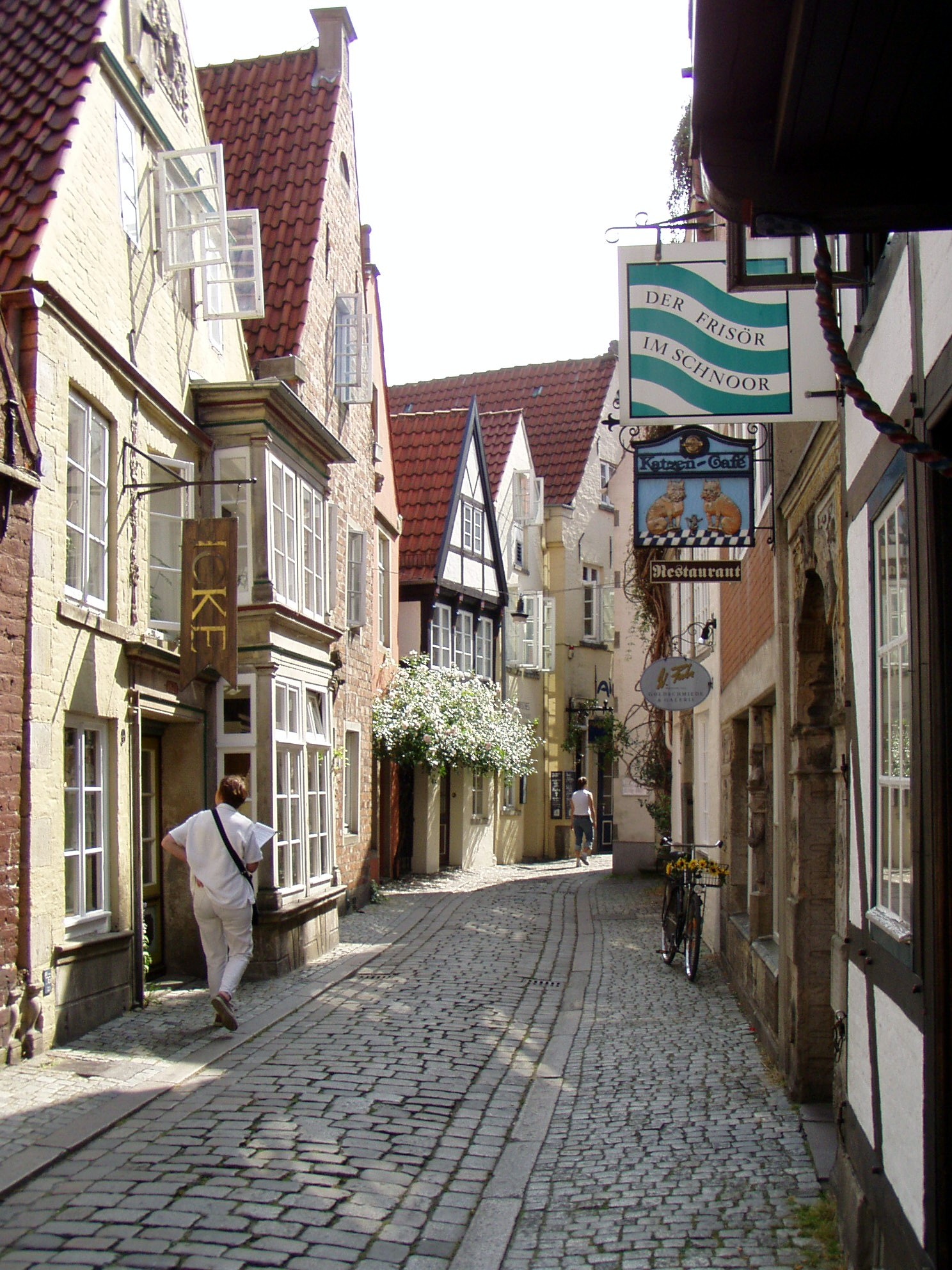
Schnoorviertel in Bremen

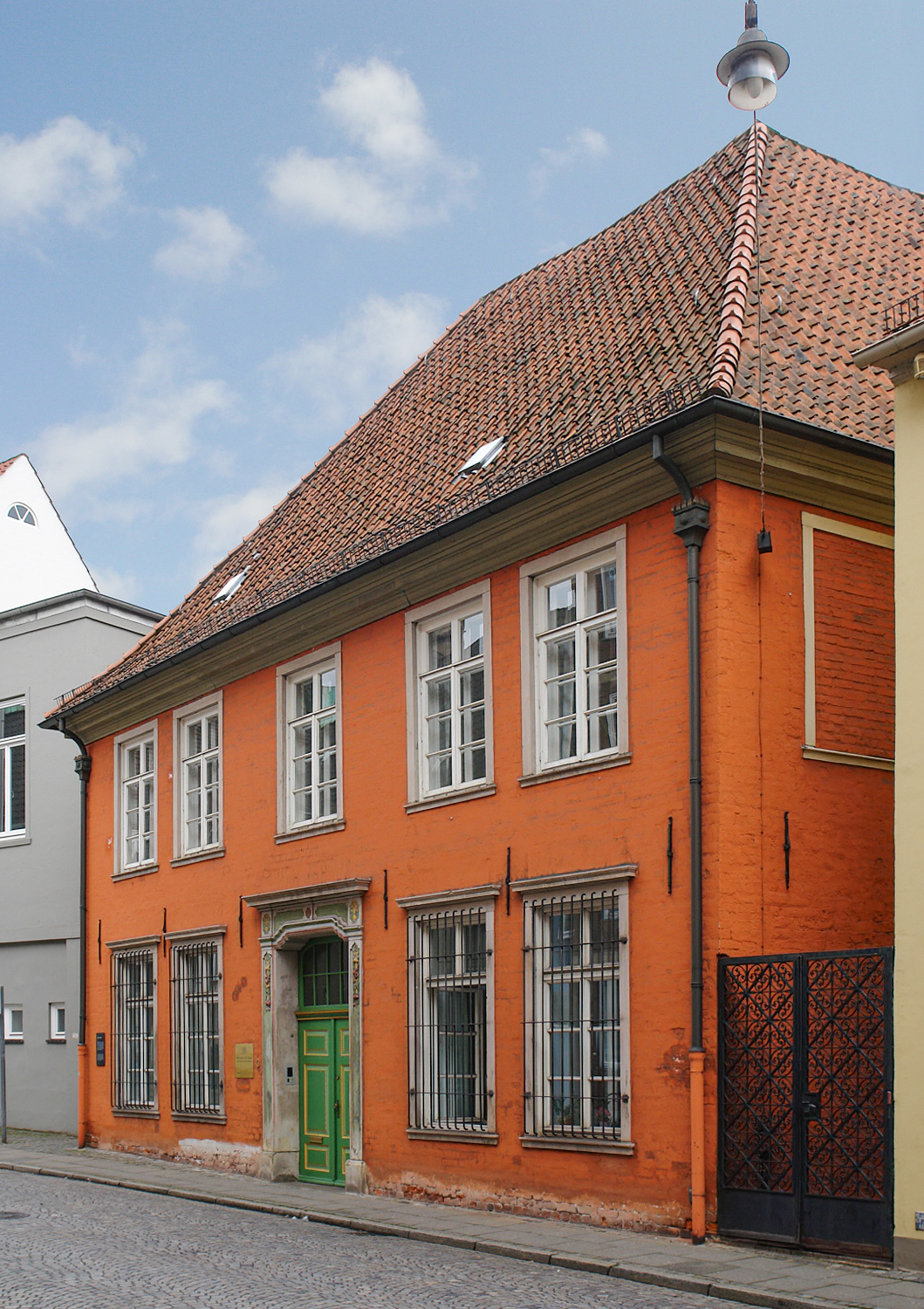
Haus Heineken, Sitz des Landesamtes für Denkmalpflege

Die Denkmalpflege in Bremen schützt, pflegt, erhält und erforscht die Kulturdenkmäler. Dazu gehören Gebäude, Gebäudeensembles, Kunstdenkmale, Gartendenkmale, Bodendenkmale und technische Anlagen, die von öffentlichem Interesse sind und unter rechtlichem Denkmalschutz stehen (siehe: Denkmalschutzgesetz).
Die Denkmalpflege dokumentiert die Kulturdenkmäler der Geschichte von Bremen und Bremerhaven.
Kulturdenkmale schaffen Identität als material gewordene Vergangenheit. Kulturdenkmäler müssen von den jeweiligen Eigentümern restauriert oder unterhalten werden. Nur in einem geringen Umfang und für besondere Maßnahmen sind staatliche Zuwendungen möglich.

## Kulturdenkmale in Bremen
Im Land Bremen stehen 1924 Kulturdenkmale unter Schutz (Stand 25. April 2012).
In Bremen-Stadt befanden sich 1487 Denkmale (Stand 2008), davon in den Stadtteilen:
- Mitte 554 (davon Altstadt 200, Bahnhofsvorstadt 9, Ostertor 345), Blockland 2, Blumenthal 22, Borgfeld 2, Burglesum 39, Findorff 7, Gröpelingen 60, Häfen 13, Hemelingen 13, Horn-Lehe 18, Huchting 3, Neustadt 50, Oberneuland 38, Obervieland 7, Östliche Vorstadt 290 (davon Fesenfeld 207), Osterholz 32, Schwachhausen 245 (davon Bürgerpark 87), Seehausen 2, Vahr 6, Vegesack 64, Walle 15 und Woltmershausen 5.

In Bremerhaven befanden sich 145 Denkmale (Stand 2008), davon in den Stadtteilen:
- Geestemünde 12, Häfen 6, Lehe 82, Mitte 37, Weddewarden 4 und Wulsdorf 4.

Besonders bedeutsame Denkmale befinden sich an und auf den
- Plätzen: Bremer Marktplatz mit dem Bremer Rathaus und dem Roland als Weltkulturerbe der UNESCO, Domshof, Domsheide, Unser-Lieben-Frauen-Kirchhof und Ansgarikirchhof
- Straßen: Böttcherstraße, Langenstraße, Obernstraße, Sögestraße, Schlachte
- Stadtquartieren: Schnoor, Bürgerpark
- Allgemein: Das Bremer Haus
- Bremerhaven: Technische Denkmale wie die Leuchttürme/Leuchtfeuer „Neuer Hafen“, bei der Kaiserschleuse, auf der Geestemole und der Nordmole, Leuchtbake Willy-Brandt-Platz, Wasserstandsanzeiger, Klappbrücke zwischen Alten- und Neuen Hafen, Nordschleuse, Alte Geestebrücke, Wasserturm Lehe sowie das Deutsche Schifffahrtsmuseum mit der Flotte
- Bremerhaven: Große Kirche/Bürgermeister-Smidt-Gedächtniskirche, Dionysiuskirche Bremerhaven-Lehe Lange Straße, Dionysiuskirche Wulsdorf, die älteste Kirche in Bremerhaven

## Geschichte
Im 19. Jahrhundert wurde die staatliche Denkmalpflege im öffentlichen Interesse eingeführt. Dafür wurden haupt- oder nebenamtliche Konservatoren eingesetzt und Denkmalämter gegründet. Ab 1861 gab es in Bremen die Sektion zur Erhaltung bremischer Altertümer im Kunstverein. 1892 setzte der Senat eine Kommission zur Erhaltung kunst- und kulturhistorischer Denkmale ein. 1909 wurde das Gesetz betreffend den Schutz von Baudenkmälern beschlossen. Die erste Denkmalliste wurde aufgestellt. Die denkmalpflegerischen Belange wurden von der Baubehörde wahrgenommen.
Erst 1933 konnte in Bremen ein Konservator bestellt werden. Erster Landeskonservator war Dr. Ernst Grohne. Denkmalpfleger war von 1945 bis 1952 Gustav Ulrich. Ihm folgte 1952 Dr. Werner Kloos. Grohne und Kloos waren auch Direktoren des Focke-Museums. Es folgten Dr. Rudolf Stein und Karl Dillschneider.
Von 1945 bis 1971 gab es zudem das städtische Amt für Denkmalpflege. 1972 wurde das Landesamt für Denkmalpflege gegründet, in welchem die Aufgaben von Land und Stadt zusammengeführt wurden. Leiter der zentralen Denkmalfachbehörde und Landeskonservator wurde Dr. Hans-Christoph Hoffmann. 2001 folgte ihm Dr. Georg Skalecki.
2010 wurde erstmals unter der Schirmherrschaft des Präsidenten des Senats der Bremer Denkmalpflegepreis verliehen.

## Beratung und Betreuung
Denkmalpflege und Denkmalschutz fallen in Deutschland unter die Kulturhoheit der Bundesländer. Kulturdenkmäler werden in Bremen von den zuständigen Ämtern „inventarisiert“ und in Denkmallisten als rechtlich bindende Unterschutzstellung zusammengefasst.
Für die fachliche Genehmigung, Betreuung und Beratung von Restaurierungsvorhaben sind zuständig:
- Landesamt für Denkmalpflege, der Landeskonservator
- Denkmalschutzbehörde Bremerhaven: Magistrat der Stadt Bremerhaven, Bauordnungsamt

Die generellen Belange werden in einer senatorischen Behörde wahrgenommen:
- Obere Denkmalschutzbehörde: Senator für Kultur

In einer Datenbank werden alle über 1600 Kulturdenkmale des Landes Bremen in Wort und Bild vorgestellt.